# Pandareos
Pandareos (stgr. Πανδάρεος) – postać z mitologii greckiej.

## Życiorys
Jego postać wzmiankowana jest po raz pierwszy w Odysei, pełniejsze wersje mitu pochodzą jednak dopiero od późniejszych autorów i często różnią się między sobą. Pandareos mieszkał w Milecie, był synem wieszczka Meropsa. Ze świątyni Zeusa na Krecie ukradł złotego psa, który kiedyś pilnował kozy Almatei. Uprowadziwszy go, zaprowadził go na górę Sipylos w Lidii i oddał pod opiekę Tantala. Kiedy wysłany przez Zeusa Hermes zażądał zwrotu psa, Tantal zaczął kłamać, że zwierzęcia nigdy nie widział. W karze za kradzież bogowie pogrzebali Tantala pod górą Sipylos, a Pandareosa zamienili w skałę. Według innej wersji mitu przestraszony Pandareos uciekł wraz z żoną Harmotoe do Aten, a stamtąd na Sycylię, jednak tam w końcu obydwoje dopadła sprawiedliwość wymierzona przez Zeusa. 
Osieroconymi córkami Pandareosa miały zaopiekować się zdjęte litością boginie: Afrodyta, Hera, Artemida i Atena. Dziewczyny zostały później porwane przez harpie i zabrane do podziemia, gdzie zostały oddane w niewolę eryniom. Tragicznego losu uniknęła tylko jedna, Aedon, która została później żoną Zetosa.